# Motobloc

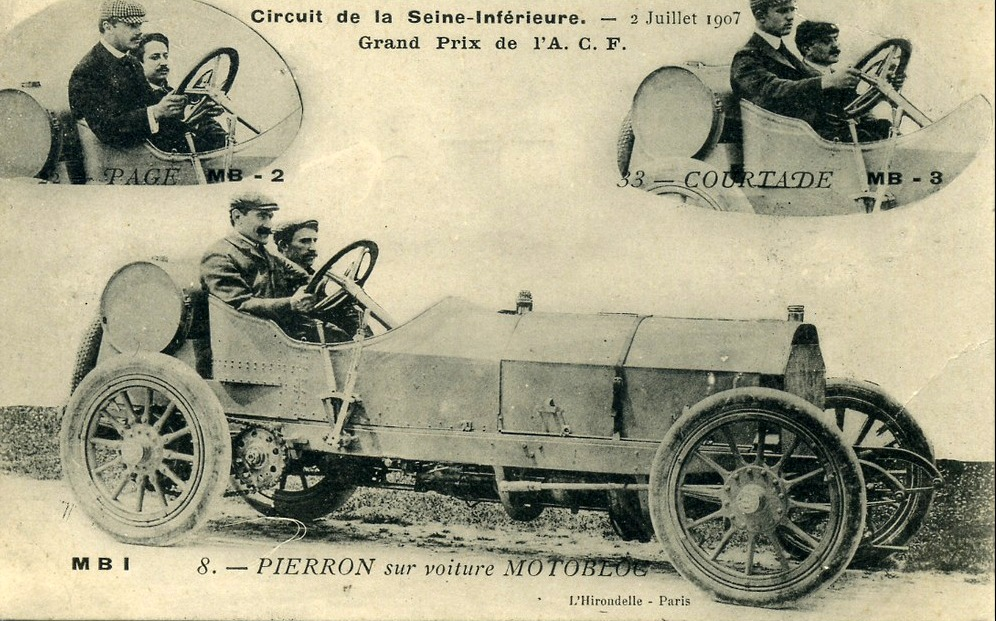
Motobloc Type P von 1907 beim Großen Preis von Frankreich 1907

Motobloc Type K beim Rennen New York–Paris 1908

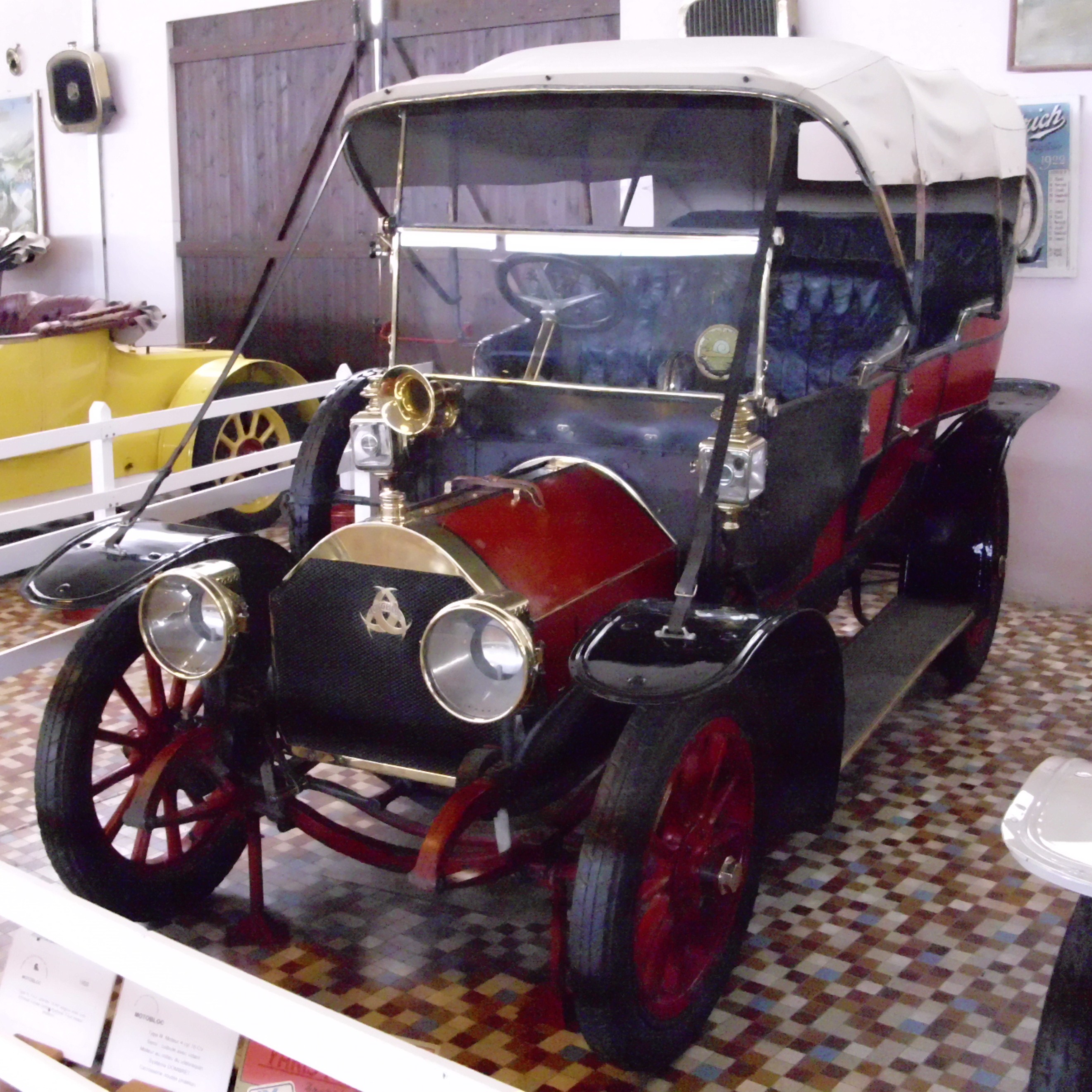
Motobloc Type N von 1908

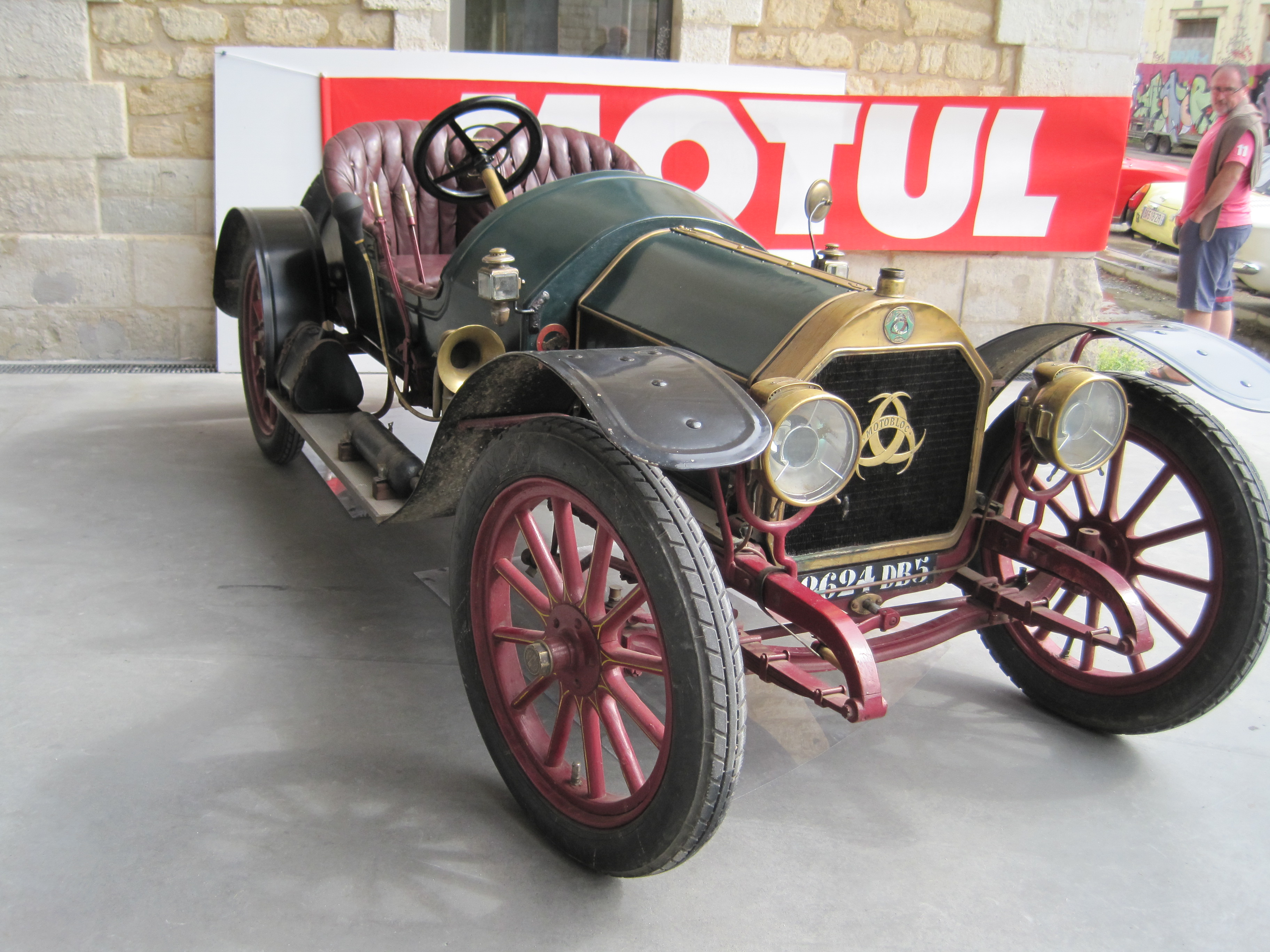
Motobloc Type O von 1908

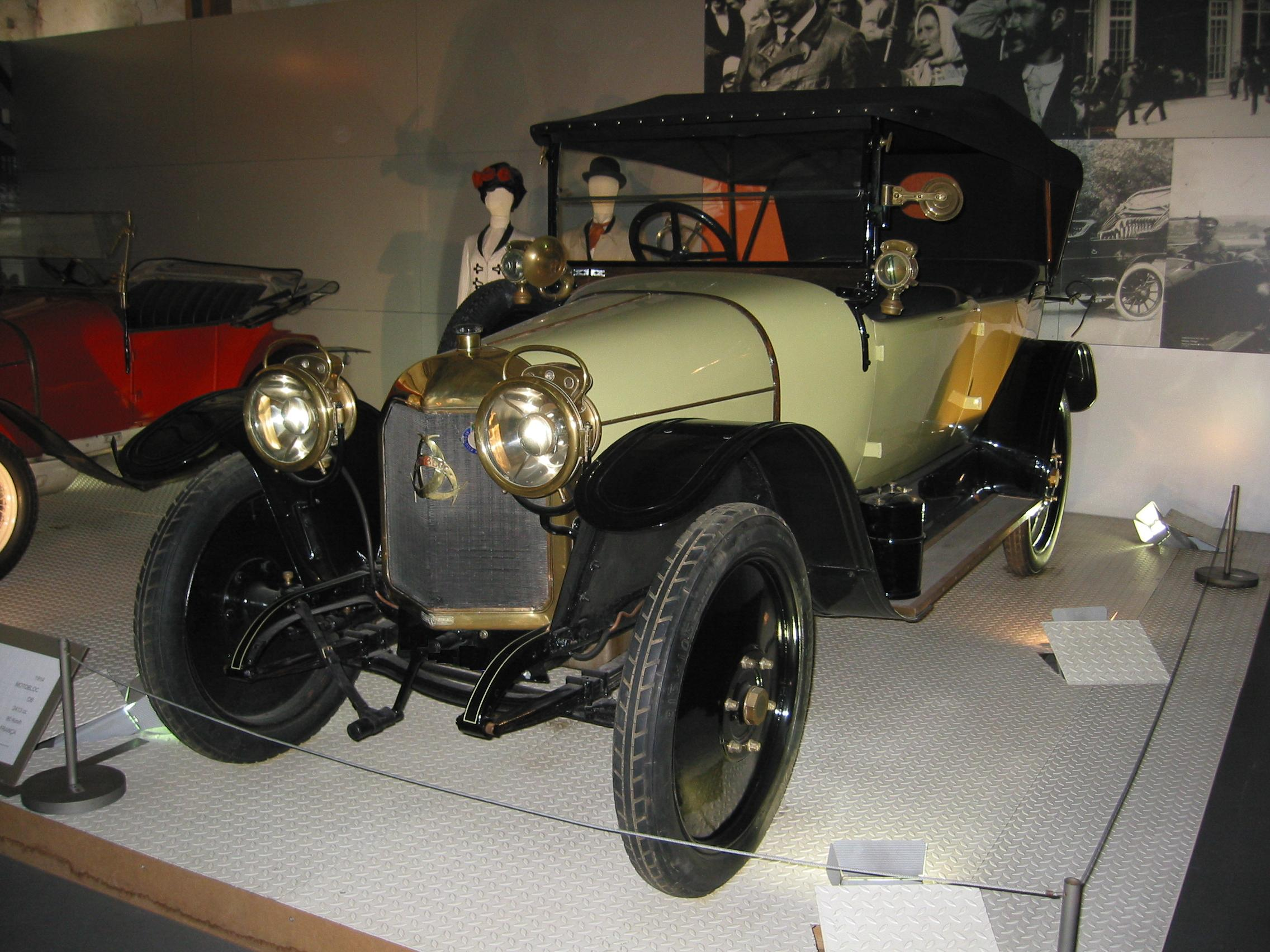
Motobloc Type OB von 1914

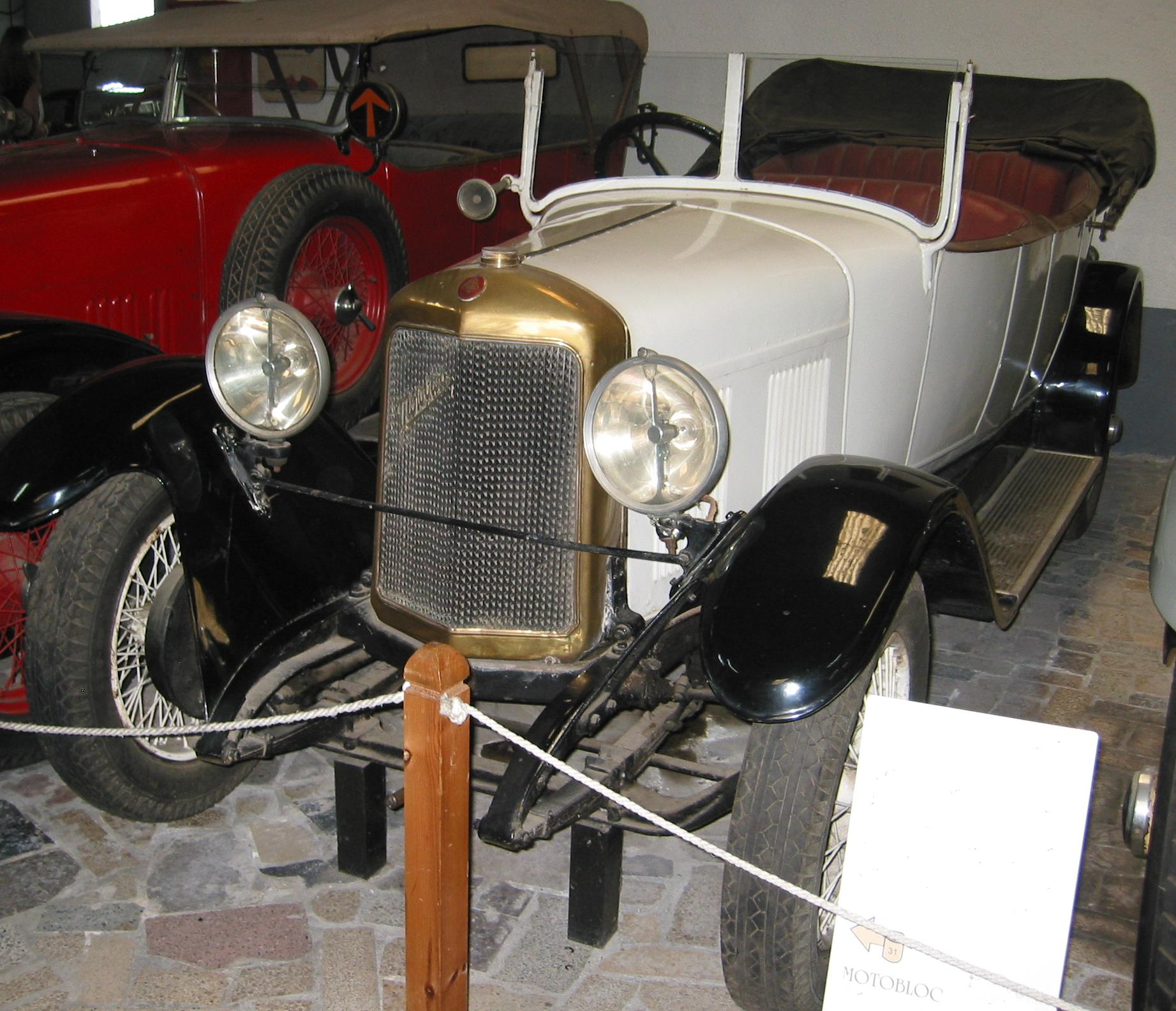
Motobloc Type R von 1925

Motobloc war ein französisches Unternehmen. Es war 30 Jahre lang in der Automobilindustrie und danach noch in anderen Branchen tätig. Der Name bedeutete, dass Motor und Getriebe miteinander verblockt waren.

## Unternehmensgeschichte
Charles Schaudel hatte in seinem Unternehmen Schaudel in Bordeaux über 100 Automobile hergestellt. Am 19. April 1902 gründete er zur Expansion die Société Anonyme des automobiles Motobloc im selben Ort. Wenig später schied er aus dem Unternehmen aus. Sein Schwager Émile Dombret leitete es daraufhin. Im ersten Jahr waren 40 Personen beschäftigt. Sie stellten Automobile her, insbesondere Personenkraftwagen.
1909 kam es zur Umfirmierung in Société Anonyme des usines Motobloc. 1912 kam die Produktion von Lastkraftwagen dazu.
Während des Ersten Weltkriegs ruhte die Fahrzeugproduktion. Das Unternehmen stellte Munition her. 1917 gab es einen Auftrag zur Fertigung von 2000 Flugmotoren für Salmson, der jedoch nicht ausgeführt wurde.
Ab 1919 entstanden wieder Pkw und Lkw. Die Konkurrenz war groß, insbesondere durch die Großserienhersteller Citroën und Renault, aber auch durch das französische Ford-Werk Ford France, das ebenfalls in Bordeaux ansässig war. 1930 erfolgte die Eingliederung in die Société Générale d’Aéronautique. Der Schwerpunkt lag nun im Bereich der Luftfahrt und allgemeinem Maschinenbau. 1932 wurde der Pkw-Bau aufgegeben und 1933 der Lkw-Bau. Von 1934 bis 1938 stellte das Unternehmen Dieselmotoren her. Ab 1936 wurde wieder Munition gefertigt. In dem Jahr waren 1500 Mitarbeiter beschäftigt.
1948 wurde der Motorenbau erneut aufgenommen, speziell kleine Motoren für Fahrräder mit Hilfsmotor und Mopeds. Einer der Abnehmer war zwischen 1952 und 1960 die Société Centrale de Constructions Mécaniques in Vichy, die ihre Fahrzeuge unter dem Markennamen Motobloc anbot.
1961 wurde das Unternehmen aufgelöst.

## Fahrzeuge

### Pkw
Das erste Modell Type G entsprach weitgehend einem Modell von Schaudel und hatte einen Zweizylindermotor. Das einzige andere Zweizylindermodell war der Type L von 1906. Die Masse hatte Vierzylindermotoren. Dazu gehörten der Type H von 1904, Type K und Type M von 1906, und der Sportwagen Type P von 1907. 1908 erschienen Type I/J, Type N, Type O, Type R und Type S, letzterer mit einem Einzylindermotor. Darauf folgten 1909 der Type ND, 1911 der Type OB, 1912 Type R, Type OD und Type ODS sowie 1913 der Type OBS, alle mit Vierzylindermotoren. Modelle mit Sechszylindermotoren waren der Type AN ab 1911 und Type AND ab 1912.
Einige der Vierzylindermodelle wurden nach 1918 wieder hergestellt. 1922 gab es einen kurzlebigen Type M. Länger im Angebot standen Type R ab 1922, Type O ab 1923 und Type S ab 1924, alle mit Vierzylindermotoren. Zu Type RS und Type SR von 1928 liegen keine weiteren Daten vor.
Die drei letzten Modelle Type AN und Type ANC von 1929 sowie Type AS 6 von 1931 hatten Sechszylindermotoren. Im Falle des Type ANC kam er von Lycoming aus den USA.
Mindestens 21 Fahrzeuge existieren noch. Davon sind vier in Automuseen in Talmont-Saint-Hilaire in Frankreich, Sils in Spanien, Porto in Portugal und Schweden ausgestellt.
Nachstehend eine Tabelle der Modelle.
| Modell    | von  | bis  | Zylinder | Bohrung (mm) | Hub (mm)    | Hubraum (cm³)  | Steuer-PS (CV)           | Text                                          |
| --------- | ---- | ---- | -------- | ------------ | ----------- | -------------- | ------------------------ | --------------------------------------------- |
| Type G    | 1902 | 1904 | 2        | 110 120      | 125 120     | 2376 2714      | 10, 10–12 und 12         |                                               |
| Type H    | 1904 | 1909 | 4        | 95 100       | 120         | 3402 3770      | 16/20 und 24             |                                               |
| Type K    | 1906 | 1909 | 4        | 120          | 120         | 5429           | 20/30 und 24/30          |                                               |
| Type L    | 1906 | 1906 | 2        | 120          | 120         | 2714           | 10/14                    |                                               |
| Type M    | 1906 | 1911 | 4        | 130          | 130         | 6902           | 30/40 und 40             |                                               |
| Type P    | 1907 | 1909 | 4        | 165 155      | 140 170     | 11974 12831    | 70                       |                                               |
| Type I/J  | 1908 | 1909 | 4        | 120          | 120         | 5429           | 24/30                    |                                               |
| Type N    | 1908 | 1914 | 4        | 90           | 110 120 130 | 2799 3054 3308 | 12/16                    |                                               |
| Type O    | 1908 | 1910 | 4        | 80           | 100         | 2011           | 12                       |                                               |
| Type R    | 1908 | 1908 | 4        |              |             | etwa 12000     | 90                       | Hubraum angenommen                            |
| Type S    | 1908 | 1909 | 1        | 100          | 120         | 942            | 9                        | Bohrung und Hub angenommen                    |
| Type ND   | 1909 | 1914 | 4        | 90           | 160         | 4072           | 20 und 16 Spécial        |                                               |
| Type AN   | 1911 | 1914 | 6        | 80           | 110 120     | 3318 3619      | 16                       |                                               |
| Type OB   | 1911 | 1923 | 4        | 80           | 120 148     | 2413 2976      | 12 und 15                |                                               |
| Type R    | 1912 | 1914 | 4        | 65           | 120         | 1593           | 10                       |                                               |
| Type AND  | 1912 | 1914 | 6        | 80           | 148         | 4464           | 16 und 20                |                                               |
| Type OD   | 1912 | 1927 | 4        | 80           | 148         | 2976           | 12 und 12 Spécial und 15 |                                               |
| Type ODS  | 1912 | 1914 | 4        | 80           | 148         | 2976           | 12 und 12 Spécial        |                                               |
| Type OBS  | 1913 | 1914 | 4        | 80           | 120         | 2413           | 12                       |                                               |
| Type M    | 1922 | 1922 | 4        |              |             | etwa 3000      | 15                       | Hubraum angenommen                            |
| Type R    | 1922 | 1928 | 4        | 65 70        | 110         | 1460 1693      | 10                       |                                               |
| Type O    | 1923 | 1927 | 4        | 74           | 120         | 2064           | 12                       |                                               |
| Type S    | 1924 | 1932 | 4        | 65 68        | 100         | 1327 1453      | 8 und 8/10               |                                               |
| Type RS   | 1928 | 1928 | 4        |              |             |                | 8/10                     | möglicherweise Mischtyp von Type R und Type S |
| Type SR   | 1928 | 1928 | 4        |              |             |                | 8                        | möglicherweise Mischtyp von Type S und Type R |
| Type AN   | 1929 | 1932 | 6        | 63           | 90          | 1683           | 10                       |                                               |
| Type ANC  | 1929 | 1930 | 6        | 73           | 120         | 3013           | 15                       |                                               |
| Type AS 6 | 1931 | 1932 | 6        |              |             | etwa 2000      | 12                       | Hubraum angenommen                            |

### Nutzfahrzeuge
Reine Nutzfahrzeuge waren Type NC auf Basis des Type N, Type NDC auf Basis Type ND, Type OBDC auf Basis Type OB, Type ANOB, Type ANOD, Type RC auf Basis Type R, Type SC auf Basis Type S und Type OC auf Basis Type O.
Nachstehend eine Tabelle der Modelle. Die Bauzeit ist unsicher.
| Modell    | von  | bis  | Zylinder | Text          |
| --------- | ---- | ---- | -------- | ------------- |
| Type NC   | 1914 | 1914 | 4        | Basis Type N  |
| Type NDC  | 1914 | 1914 | 4        | Basis Type ND |
| Type OBDC | 1919 | 1923 | 4        | Basis Type OB |
| Type ANOB | 1922 | 1926 |          |               |
| Type ANOD | 1923 | 1926 |          |               |
| Type RC   | 1923 | 1924 | 4        | Basis Type R  |
| Type SC   | 1924 | 1930 | 4        | Basis Type S  |
| Type OC   | 1924 | 1924 | 4        | Basis Type O  |

## Rennsportaktivitäten

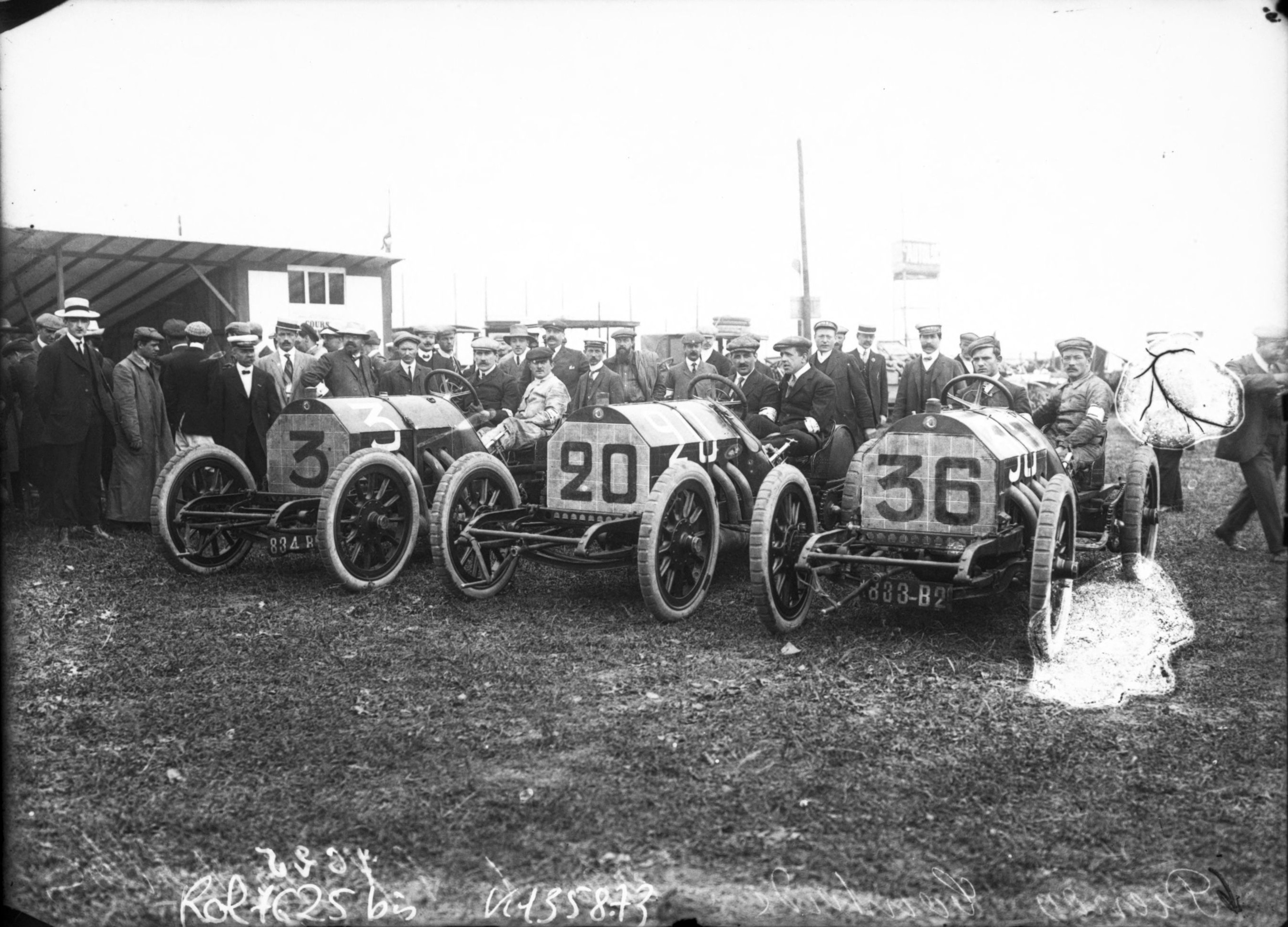
Die drei Fahrzeuge, die 1908 am Großen Preis von Frankreich teilnahmen

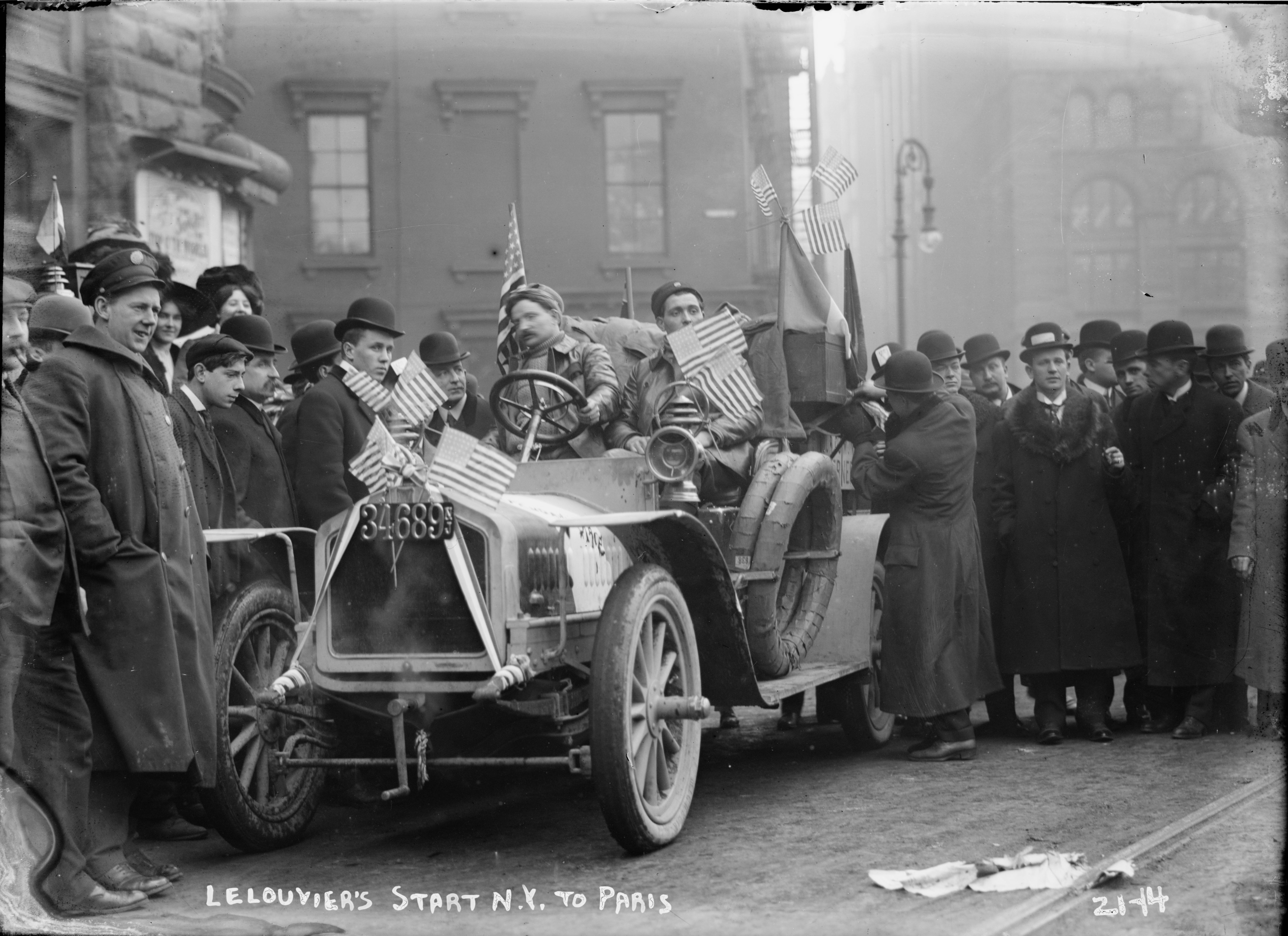
Der Type K vorm Start in New York

Am 24. Mai 1903 setzte Motobloc drei Fahrzeuge des Type G beim Rennen von Paris nach Madrid ein. Die Fahrzeuge erreichten das Zwischenziel in Bordeaux, wo das Rennen wegen vieler Unfälle abgebrochen wurde.
Am 2. Juli 1907 starteten drei Type P beim Großen Preis von Frankreich. Einer erreichte das Ziel.
Am 7. Juli 1908 nahmen ebenfalls drei Type P am Großen Preis von Frankreich 1908 teil. Diesmal kamen davon zwei Fahrzeuge ins Ziel.
Charles Godard nahm 1908 mit einem Type K am Rennen New York–Paris 1908 teil, fiel aber aus.
Der Fahrer Testa nahm 1911 mit einem Type AN an der Rallye Monte Carlo teil und erreichte den fünften Platz.

## Stückzahlen
Insgesamt wurden etwa 5000 Fahrzeuge hergestellt. Für 1902 sind 40 überliefert. In den fünf Folgejahren waren es 50, 75, 100, 150 und 150. Zwischen 1910 und 1912  entstanden jährlich zwischen 250 und 300 Fahrzeuge. 1922 und 1923 waren es jeweils rund 300 Autos. Danach fiel die Zahl.